# 건식 식각
건식 식각(乾式蝕刻, dry etching)은 미세가공 분야에서 습식 식각과는 다르게 기체 플라즈마나 활성화된 기체에 의한 반응을 이용한 식각 공정을 의미한다. 종류로는 스퍼터링을 이용한 스퍼터 식각, 반응성 이온 식각(reactive ion etching, RIE), 증기상 식각(vapor phase etching) 등이 있다. 증기상 식각에는 플루오린화 수소 HF 와 이플루오린화 제논 XeF2이 주로 쓰인다.

## 같이 보기
- 습식 식각